# Guerra Civil no Sudão (2023–presente)
A Guerra Civil no Sudão iniciou-se em 15 de abril de 2023 quando combates entre as Forças Armadas Sudanesas e as Forças de Apoio Rápido, anteriormente operada pelo governo sudanês, eclodiram em todo o Sudão. Além dos confrontos armados no palácio presidencial e na sede das Forças de Apoio Rápido, também foram relatados combates no Aeroporto Internacional de Cartum e no Aeroporto de Merowe. Tiros e confrontos também foram relatados em secções de Cartum e no Aeroporto El Obeid, no Cordofão do Norte.

## Antecedentes
O ex-presidente sudanês Omar al-Bashir presidiu a um conflito destrutivo no sul do país que resultou na secessão do Sudão do Sul em 2011 e na violência patrocinada pelo Estado na região ocidental de Darfur, levando a acusações de crimes de guerra e genocídio. Depois de ser deposto numa revolução em 2019 e condenado por corrupção e outros crimes, os militares tomaram o poder num golpe em outubro de 2021, destruindo as esperanças de democracia. No meio de uma crise econômica, os militares concordaram em entregar a autoridade a um governo liderado por civis em abril de 2023, mas as tensões aumentaram entre os líderes militares rivais, o general Abdel Fattah al-Burhan (visto como chefe de estado de fato), líder das Forças Armadas do Sudão e o comandante general Mohamed Hamdan Dagalo, mais conhecido como Hemeti, das Forças de Apoio Rápido. Ambos atuavam como presidente e vice do Conselho de Soberania de Transição, respectivamente.
As Forças de Apoio Rápido são uma organização paramilitar sudanesa que tem suas raízes nas milícias Janjaweed que operam durante a Guerra de Darfur.
Desde 11 de abril, as forças da RSF estão posicionadas perto da cidade de Merowe, bem como em Cartum. As forças do governo ordenaram que eles saíssem, mas eles se recusaram. Os confrontos começaram quando as forças RSF assumiram o controle da base militar de Soba ao sul de Cartum.

## Eventos

### 2023
Em 15 de abril, rebeldes das Forças de Suporte Rápidas (RSF) atacaram as bases das Forças Armadas Sudanesas (SAF) por todo o Sudão, incluindo a maioria da cidade de Cartum e seu aeroporto. Os confrontos entre os dois grupos ocorreram no Palácio Presidencial e na residência do general Al-Burhan. Em resposta, a SAF fechou todos os aeroportos e realizou ataques aéreos contra posições do RSF. Houve confrontos na sede da emissora estatal, a Sudan TV, que foi capturada pelas forças rebeldes do RSF. Pontes e estradas em Cartum foram fechadas e a RSF afirmou que todas as estradas que seguem para o sul de Cartum foram fechadas. Em 16 de abril, as SAF anunciou o resgate de um major-general e um brigadeiro, a prisão de vários oficiais da RSF e a tomada do aeroporto de Merowe. A Autoridade de Aviação Civil do Sudão fechou o espaço aéreo do país e o provedor de telecomunicações MTN desligou os serviços de internet. Os confrontos recomeçaram em 17 de abril em Cartum, Ondurmã e no aeroporto de Merowe. As forças armadas sudanesas reivindicaram o controle da sede da Sudan TV e da rádio estatal na capital e os rebeldes lançaram um vídeo em sua página do Twitter.
Os combates entre os soldados das SAF e os rebeldes da RSF continuaram em Cartum. As SAF acusou a RSF de agredir civis e realizar atos de saque e incêndio. Testemunhas disseram que reforços das SAF foram trazidos de perto da fronteira oriental com a Etiópia. Um cessar-fogo foi anunciado mas os combates continuaram, com explosões relatadas em El-Obeid. A situação em Merowe estava voltando ao normal, com as SAF recuperando o controle do aeroporto. A RSF afirmou ter repelido um ataque das SAF e abateu dois de seus helicópteros. Tiroteios e bombardeios foram reportados em Cartum, Ondurmã e Cartum Bahri no dia do Eid al-Fitr, em 21 de abril. Os combates foram descritos como particularmente intensos ao longo da estrada que vai para Porto Sudão e na zona industrial de al-Bagair. Os combates espalharam-se ao longo da estrada principal que leva ao sudeste da capital. O exército chadiano parou e desarmou um contingente de 320 soldados sudaneses que entraram no país vindos de Darfur enquanto fugiam da RSF em 17 de abril.
Em 23 de abril, uma série de fugas em massa ocorreu na prisão de Kobar e em outras quatro prisões, com mais de 25 000 detidos escapando. Houve uma interrupção quase total da internet em todo o país, atribuída à falta de eletricidade causada por ataques à rede elétrica. A RSF alegou ter capturado instalações de fabricação militar e uma usina de energia ao norte de Cartum. A Organização Mundial da Saúde expressou preocupação com o Laboratório Nacional de Saúde Pública, que havia sido tomado por um dos lados em conflito em 25 de abril. A empresa dinamarquesa AP Moller-Maersk anunciou que deixaria de aceitar novas encomendas de mercadorias para o Sudão e confrontos intercomunitários foram relatados no Estado do Nilo Azul e em Geneina. Os combates entre os militares das SAF e os rebeldes da RSF continuaram, com fogo de artilharia relatado em Ondurmã, enquanto um cessar-fogo de 72 horas começou em 27 de abril. Em 30 de abril, as SAF anunciou que estava lançando um ataque total para expulsar a RSF em Cartum usando ataques aéreos e artilharia. A polícia sudanesa implantou suas Forças de Reserva Central nas ruas de Cartum para manter a lei e a ordem e a unidade disse posteriormente que havia prendido 316 "rebeldes", referindo-se à RSF. As autoridades locais de Cartum colocaram os funcionários públicos em licença por tempo indeterminado.
As Forças Armadas do Sudão (SAF) afirmaram ter deteriorado as capacidades de combate das Forças de Suporte Rápidas (RSF) e repeliram seus avanços em várias regiões. Ataques aéreos e combates persistiram em áreas como Ondurmã, o Palácio Presidencial, as cidades de Cartum Bahri e al-Jerif. Durante este período, ambos os lados fizeram acusações um contra o outro. RSF alegou ter derrubado um caça a jato durante ataques aéreos das SAF, enquanto o governo sudanês relatou vários feridos desde o início do conflito. O chefe de socorro da ONU, Martin Griffiths, expressou frustração com a falta de compromisso de ambos os lados para encerrar os combates.
O general Dagalo, líder dos rebeldes das Forças de Suporte Rápidas (RSF), juraram continuar lutando e expressaram seu desejo de capturar e enforcar o general Burhan, chefe do Conselho de Soberania de Transição e comandante das Forças Armadas Sudanesas (SAF). O general Burhan fez uma aparição pública entre os soldados que aplaudiam, reafirmando sua presença no conflito. O número de mortos aumentou consideravelmente, particularmente em Geneina, onde milícias árabes leais à RSF foram acusadas de atrocidades contra residentes não árabes. Um cessar-fogo temporário foi assinado e enfrentou desafios enquanto os combates persistiam em Cartum, e o tempo de cessar-fogo acordado viu mais violência.
O ministério da defesa sudanês emitiu uma ordem de mobilização para aposentados do exército e indivíduos capazes para se juntarem às SAF. As negociações de paz entre SAF e RSF foram suspensas devido a violações do cessar-fogo. O conflito resultou em muitas baixas civis, incluindo ataques a mercados e sequestros e abduções.
Batalhas entre tanques continuaram a acontecer em Cartum, resultando em mortes e feridos. Rebeldes da RSF assumiram o controle do Museu Nacional do Sudão, a fábrica de munições Yarmouk e o quartel-general das Forças de Reserva Central da Polícia em Cartum, aumentando ainda mais a instabilidade na capital e regiões vizinhas. Os combates também persistiram em várias áreas, incluindo Kutum, Tawila e Geneina, onde centenas de pessoas perderam suas vidas e extensa destruição ocorreu. A insegurança alimentar aguda afetou uma parcela significativa da população do Sudão.
Milícias armadas de ambos os lados foram acusadas de realizar execuções sumárias, exacerbando a crise humanitária. O governador de Darfur Ocidental, Khamis Abakar, foi sequestrado e morto por homens armados horas depois de acusado o RSF de genocídio e apelando por intervenção internacional numa entrevista televisiva.
Uma fação do militante Movimento Popular de Libertação do Sudão - Setor Norte (SPLM-N), liderada por Abdelaziz al-Hilu, quebrou um acordo de cessar-fogo de longa data e atacou posições das Forças Armadas do Sudão (SAF) em Kadugli, Kurmuk e al-Dalanj, sendo que nesta última cidade eles o fizeram com apoio de rebeldes da RSF. As SAF afirmaram ter repelido estes ataques.
Os cessar-fogos foram anunciados, mas muitas vezes violados, levando a novos confrontos. As SAF e a RSF se culparam mutuamente pelos incidentes, enquanto o governo sudanês agiu contra os enviados internacionais. A embaixada saudita em Cartum foi atacada e evacuações de um orfanato foram realizadas em meio ao caos. Os Estados Unidos impuseram sanções a empresas associadas às SAF e RSF, juntamente com restrições de visto a indivíduos envolvidos no conflito. Em meio aos tumultos, o Sudão enfrentou tensões diplomáticas com o Egito, levando a desafios para os refugiados sudaneses que buscavam entrar. O Comitê Internacional da Cruz Vermelha facilitou a liberação do pessoal detido pela RSF.
O conflito continuou a se expandir, com ataques aéreos, de artilharia e armas pequenas em Cartum e em Ondurmã. O RSF alegou ter derrubado uma aeronave militar das SAF e um veículo aéreo não tripulado em Cartum Bahri. A RSF foi acusada de saques e ocupação de residências em Cartum, de invadir o Hospital Al-Shuhada e matar um membro da equipe e de continuar limpeza étnica em Geneina. A Unidade de Combate à Violência contra a Mulher informou ter registrado 88 casos de agressão sexual em Geneina, Cartum e Nyala. Em 13 de julho, a ONU anunciou a descoberta de 87 corpos, incluindo da etnia masalita, enterrados em uma vala comum em Darfur. De acordo com o Escritório do Alto-comissário para os Direitos Humanos, os falecidos foram mortos pela RSF e sua milícia aliada e enterrados em 20-21 de junho de 2023. O Alto Comissariado das Nações Unidas para os Direitos Humanos, Volker Türk, exigiu uma "investigação rápida, completa e independente". A ONU alertou que o Sudão estava à beira de outra guerra civil total. Em 22 de julho, foi relatado que 10 000 pessoas morreram desde o início do conflito apenas em Darfur Ocidental. O RSF e as milícias árabes teriam matado advogados, monitores de direitos humanos, médicos e líderes tribais não árabes e cometeram roubos e violência sexual de forma indiscriminada.
A RSF alegou que havia assumido o controle total sobre todos os Darfur Central. O RSF lançou um ataque contra a cidade de Kubum, em Darfur do Sul, numa batalha que durou até 6 de agosto e deixou pelo menos vinte e quatro pessoas mortas. Outra cidade que viu combates e foi saqueada foi Markondi. O exército sudanês (SAF) tentou responder aos retrocessos recentes no campo de batalha bombardeando o Palácio Republicano em Cartum, enquanto os rebeldes da RSF alegaram que haviam repelido uma tentativa da SAF de quebrar um cerco ao complexo militar de Yarmouk. A RSF acusou a 16ª Divisão de Infantaria da SAF, baseada em Nyala, de saquear os escritórios locais do Banco Central do Sudão em 21 de agosto.
Durante todo o mês de setembro, os ataques aéreos e os bombardeios indiscriminados da força aérea sudanesa mataram pelo menos 20 civis, incluindo duas crianças, em Kalakla al-Qubba, no estado de Cartum, 32 em Ombada, Ondurmã, outros 51 mortes no mercado de Gouro na cidade de Cartum, cerca de 43 em um outro mercado na capital sudanesa, mais 17 em Ondurmã, e 45 em Nyala. Pessoas também foram mortas por bombardeios indiscriminados feitos pelos rebeldes das Forças de Suporte Rápidas, incluindo pelo menos 104 pessoas que foram mortas em Cartum. Pelo menos 30 deles foram mortos no mercado de gado Hilet Kouko, perto de Sharg El Nil, enquanto dez pessoas morreram e outras 11 ficaram feridas na área de Aljarafa, no norte de Ondurmã. Mais civis foram mortos durante confrontos entre o exército e os rebeldes, com 25 pessoas mortas em Ondurmã, uma El-Odeya, Cordofão Ocidental, e 30 em El Fasher. Em 19 de setembro, a ACNUR informou que pelo menos 1 200 crianças com menos de cinco anos morreram de sarampo e de fome em campos de refugiados no estado do Nilo Branco entre maio e setembro de 2023. A OMS também afirmou que entre 70-80% dos hospitais nas zonas afetadas pelo conflito estavam fora de serviço.
Em outros lugares, combatentes do SPLM-N (al-Hilu) atacaram uma base do exército sudanês em Kadugli, enquanto seguidores do líder da tribo Beja, Dirar Ahmed Dirar, atacaram o quartel-general dos portos das forças armadas sudanesas. Os rebeldes da RSF atacaram então as regiões de Gorni e Abu Suruj, em Darfur Ocidental, sequestrando dois prefeitos e atacando o mercado El Fasher e o quartel-general do Comando Geral, o Ministério da Justiça e raptaram vários outros funcionários do governo central em Cartum. O exército respondeu com uma ofensiva contra posições do RSF em El-Obeid e retomaram o campo de Al-Hasahissa, em Zalingei, enquanto as Forças de Operações Especiais ucranianas teriam lançado um ataque de drones contra posições da RSF em Cartum. Combatentes das Forças de Suporte Rápidas tiveram de abandonar a cidade de Um Rawaba, enquanto tropas do exército sudanês recuaram de Tawila.
O mês de outubro foi marcado por um ressurgimento das ações militares dos rebeldes das Forças de Suporte Rápidas (RSF). Na região de Darfur, as Forças Armadas do Sudão (SAF) estava enfrentando uma grave escassez de abastecimentos devido aos cercos impostos pela RSF, ao mesmo tempo que não conseguia utilizar a sua superioridade aérea para conter os avanços dos rebeldes. Em 26 de outubro, os rebeldes do RSF capturaram a cidade de Nyala, a segunda maior cidade do Sudão, depois de assumir o controle do quartel-general da 16ª Divisão de Infantaria do exército sudanês. A conquista de Nyala, uma cidade estratégica com um aeroporto internacional e ligações fronteiriças com a África Central, pelas mãos do RSF significava que o grupo podia receber mais abastecimentos do exterior e concentrar as suas forças noutras cidades sudanesas em números cada vez maiores. Simultaneamente com Nyala, foram relatados confrontos em Al-Fashir, com as forças armadas sudanesas dizendo que repeliu os ataques dos rebeldes do RSF. Após tomar Nyala, combatentes do RSF mudaram seu foco para a cidade de Zalingei, na área de Darfur Central, e tomou o quartel general da 21ª Divisão de infantaria do exército. Organizações midiáticas ligadas ao RSF publicaram vídeos onde mostraram dezenas de homens presos que eles afirmaram ser oficiais do exército sudanês, incluindo o comandante da divisão. Em Geneina, surgiram relatos de que anciãos tribais estavam tentando intermediar a rendição da guarnição do SAF na cidade para evitar derramamento de sangue. No entanto, o exército rejeitou a proposta, aumentando o receio de um ataque iminente da RSF à cidade e obrigando os civis a fugir através da fronteira para o Chade. Ao mesmo tempo, a RSF lançou novos ataques contra a cidade de Al-Fashir, resultando numa onda de deslocamentos de civis. Entretanto, a liderança do RSF apelou a vários movimentos armados em Darfur para formarem uma força conjunta com eles e também afirmaram que estavam a negociar com oficiais e soldados das forças armadas em Darfur do Sul para os encorajar eles a desertar. Em resposta as conquistas rebeldes em Darfur, o presidente Burhan afirmou que estava disposto a "lutar até o último soldado".
Após uma batalha de três horas, as forças do RSF tomaram a cidade de al-Aylafoun, a sudeste de Cartum, de 5 a 6 de outubro, ganhando o controle de uma estação de bombeamento ao longo de um oleoduto que vai do Sudão do Sul ao Porto Sudão. Ao final de outubro, a revista Reuters reportou que o RSF já controlava boa parte de Cartum mas até então não tinham conseguido tomar bases militares importantes, enquanto o governo se deslocava em grande parte para Porto Sudão.
Os rebeldes da RSF passaram a atacar a cidade de Wad Ashana, em Cordofão do Norte, em 1 de outubro, ao longo de uma importante rota comercial. Em Cordofão Ocidental, foi relatado um aumento nos combates, com as tropas do RSF atacando um campo de petróleo "vital" em Baleela, ao sul de Al-Fulah, alegando que conquistaram a área, mas, no entanto, relatos de testemunhas oculares dizem que eles foram forçados a se retirar após o bombardeio da força aérea sudanesa. Imagens geolocalizadas mostraram combatentes do RSF comemorando uma vitória em torno do Aeroporto da Baleela após supostamente capturá-lo. Os trabalhadores do campo pertencentes a uma subsidiária da Corporação Nacional de Petróleo da China foram evacuados antes do ataque. No leste, a facção do SPLM-N Al Hilu invadiu a cidade de Lagawa.

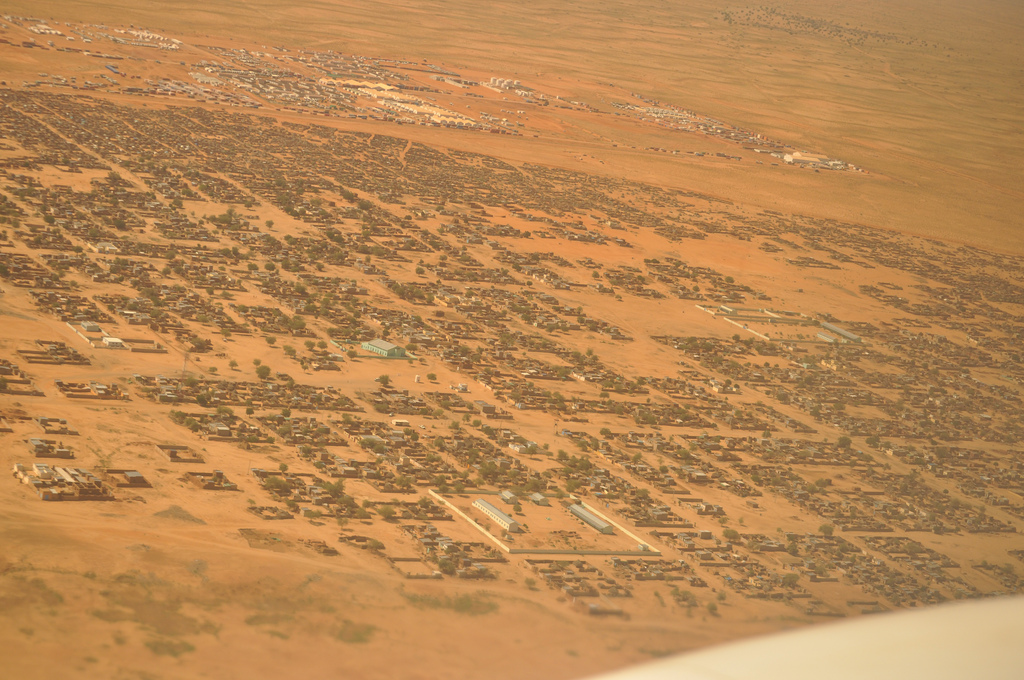
Ao final de novembro, Al-Fashir era a única grande cidade em Darfur sob controle das forças armadas sudanesas (SAF).

O mês começou com as Forças de Suporte Rápidas (RSF) sitiando o quartel-general da 15ª Divisão de Infantaria das forças armadas sudanesas (SAF) em Geneina, dando à guarnição um ultimato de seis horas para se render. A base foi capturada dois dias depois, quando o 15º retirou-se da área antes de fugir às pressas para o Chade. Os combates do governo que ficaram para trás, às centenas, foram feitos prisioneiros e exibidos nos meios de comunicação da RSF com sinais de abuso. Mais tarde, testemunhas relataram atrocidades em massa perpetradas pela RSF na cidade logo após a sua tomada, com um grupo rebelde local alegando que até 2 000 pessoas foram massacradas na cidade satélite de Geneina, em Ardamata (Darfur Ocidental). Com a queda de Geneina, as cidades de Ed Daein e Al-Fashir foram as últimas capitais restantes em Darfur sob controle governamental, com ambas as cidades sob forte pressão rebelde.
Rebeldes da RSF invadiram e saquearam a cidade de Umm Keddada, a leste de Al-Fashir (Darfur do Norte), após a guarnição do exército recuar. Foi relatado que as tropas da SAF em Al-Fashir estavam com poucos alimentos, água e medicamentos devido ao cerco da cidade, e forças externas notaram que a SAF parecia incapaz de impedir o avanço da RSF. A vila de Ed Daein caiu em 21 de novembro, com as forças da RSF assumindo o controle da cidade após tomarem o quartel-general da 20ª Divisão de Infantaria da SAF. As guarnições do exército sudanês em Darfur Oriental abandonaram posteriormente as suas posições e retiraram-se, permitindo que os rebeldes do RSF ocupassem a área. Em resposta aos ganhos da RSF em Darfur e aos abusos de direitos humanos subsequentes, o Movimento pela Justiça e Igualdade, o Exército de Libertação do Sudão e outras facções rebeldes mais pequenas renunciaram à sua neutralidade e declararam guerra à RSF.
A RSF procurou capitalizar os seus ganhos no começo de novembro intensificando os ataques às posições da SAF em Cartum e Ondurmã. Os dias de combates culminaram na destruição da ponte Shambat, que ligava Cartum ao Norte a Omdurman, através do Nilo, cortando uma cadeia de abastecimento crítica da RSF. Isto isolou efectivamente a RSF das suas forças em Omdurman, dando à SAF uma vantagem estratégica. Na tentativa de conseguir uma nova travessia sobre o Nilo e abastecer as suas forças em Omdurman, a RSF lançou um ataque ao Barragem de Jebel Aulia, no vilarejo de Jabal Awliya. Como a barragem não poderia ser destruído sem inundar Cartum, a sua captura daria à RSF um caminho sobre o Nilo que a SAF não poderia remover facilmente. Uma batalha de uma semana começou pela barragem e pela aldeia vizinha, que terminou com uma vitória da RSF. A força capturou a barragem em 20 de novembro, cessando toda a resistência das SAF na aldeia no dia seguinte.
Em dezembro, a RSF continuou a avançar para o sul e ganhar terreno em direção de Jebel Aulia e Cartum, adentrando no estado de Gezira em 15 de dezembro, marchando em direção a capital regional Wad Madani. Os rebeldes avançaram por toda a região, tomando o controle da cidade de Rufaa a leste e depois adentrando na área de Butana. Após vários dias de combates, a RSF tomou a ponte Hantoob na periferia leste de Wad Madani, cruzando o Nilo Azul e entrando na cidade. O exército do governo central ofereceu pouca resistência em Wad Madani, com a 1ª Divisão retirando-se da cidade quando a RSF assumiu o controle.
A queda de Wad Madani foi vista como um grande golpe para o governo e suas forças armadas, uma vez que alargou dramaticamente a linha da frente e abriu grandes partes do país a potenciais ofensivas da RSF. A queda da cidade permitiu à RSF capturar a maior parte de Gezira e fazer incursões no estado do Nilo Branco, tomando a cidade de El Geteina. Em poucos dias, os combatentes da RSF avançaram até Hajj Abdallah e Wad al-Haddad, localizadas a 40 e 25km de Senar, a maior cidade do estado de Sennar.
No meio da deterioração da situação, foi relatado que as forças armadas sudanesas estariam armando civis, enquanto funcionários do governo no leste apelavam à mobilização da população.

### 2024
No início de janeiro de 2024, a facção do Movimento de Libertação do Povo do Sudão-Norte (SPLM-N) liderada por Abdelaziz al-Hilu, em coordenação com as Forças Armadas do Sudão (SAF), entrou em confronto com as Forças de Suporte Rápido (RSF) na região das Montanhas Nuba. Ao mesmo tempo, as SAF realizaram ataques aéreos contra um acampamento da RSF em Al-Dabaibat, ao norte de Dalang. Ao longo desse período, o conflito se intensificou em várias regiões, levando a uma grave crise humanitária. As Nações Unidas relataram que mais de 8,6 milhões de pessoas foram deslocadas de suas casas, enquanto 18 milhões enfrentavam fome severa, incluindo cinco milhões em níveis de emergência. A situação piorou com a violência generalizada, incluindo massacres e ataques direcionados a civis. Até abril de 2024, a atenção internacional se voltou para as crescentes atrocidades e a necessidade urgente de ajuda humanitária. Apesar das promessas de assistência financeira de pelo menos 500 milhões de libras esterlinas, grande parte desse apoio não se concretizou, deixando a população sudanesa em condições desesperadoras. Hospitais ficaram sobrecarregados e a desnutrição se tornou um problema alarmante, evidenciando o impacto devastador da guerra sobre os civis.
Em maio, autoridades dos Estados Unidos estimaram que pelo menos 150 000 pessoas haviam morrido no conflito ao longo de 2023 a 2024. O alvo da RSF contra comunidades indígenas negras, especialmente na região de El-Fasher, levantou preocupações internacionais sobre a possibilidade de um novo genocídio em Darfur. Esses acontecimentos aumentaram os apelos por uma intervenção internacional para evitar mais atrocidades. Em novembro, a situação dos civis ficou ainda mais evidente com o cerco à Ilha de Tuti, uma comunidade anteriormente pacífica dentro de Cartum. Os 30 000 habitantes da ilha sofreram um bloqueio de 18 meses imposto pela RSF, resultando em escassez extrema de alimentos e suprimentos médicos. Um êxodo em massa ocorreu quando a RSF começou a exigir pagamentos em troca de passagem segura, destacando o impacto brutal da guerra sobre a população civil.

### 2025
Em março de 2025, o exército sudanês retomou o controle de Cartum após expulsar as milícias do RSF em uma retirada desordenada. O general Abdel Fattah al-Burhan declarou a capital "livre" depois que as forças governamentais assumiram locais estratégicos, incluindo o palácio presidencial e o aeroporto de Cartum. Apesar dessa grande vitória, espera-se que a RSF consolide seu poder na região de Darfur e continue a luta, indicando que o conflito ainda pode persistir, agora dividido entre o leste e o oeste do país.

## Vítimas

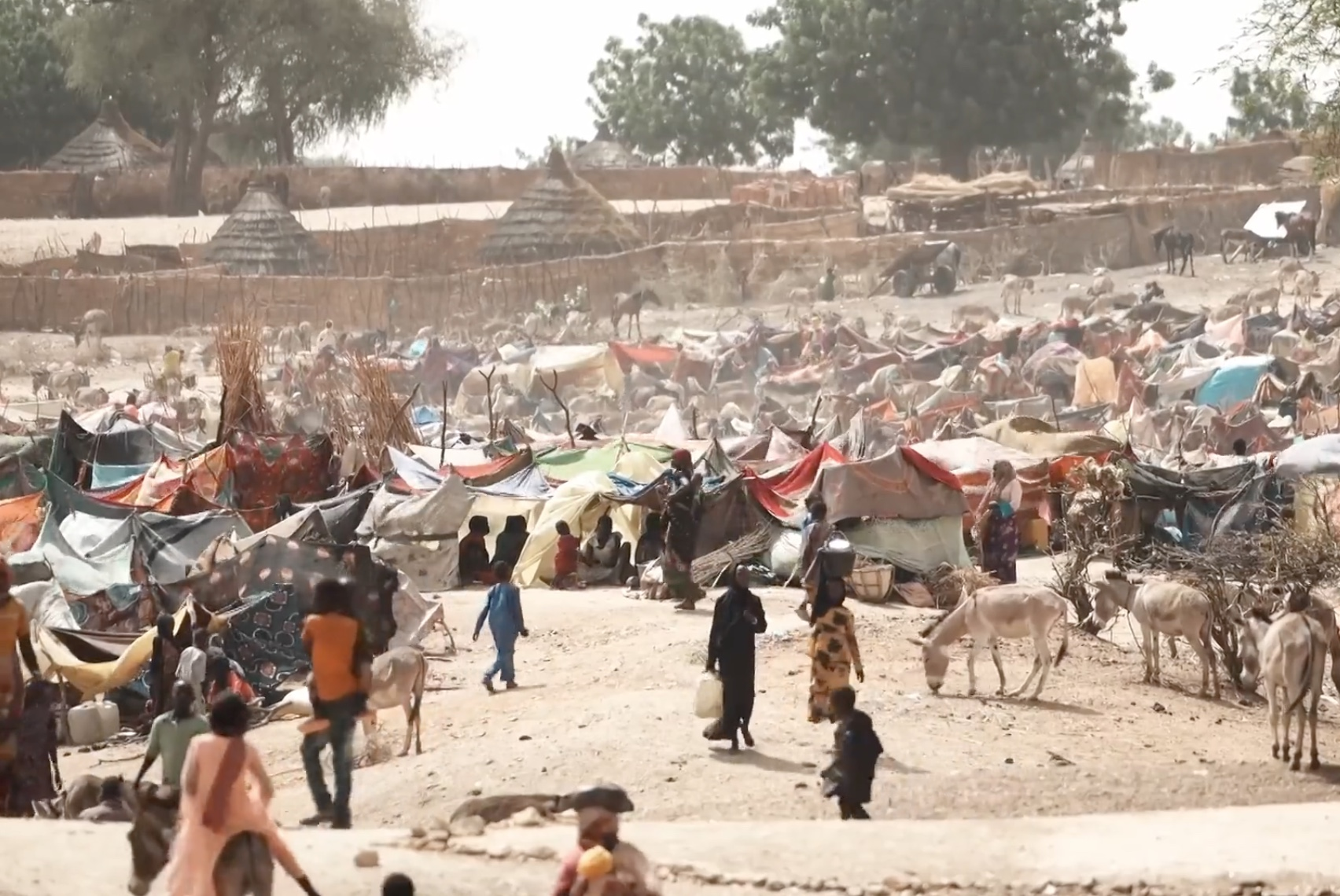
Campo de refugiados sudaneses no Chade, em 16 de maio de 2023.

Em meados de setembro de 2024, mais de 150 mil pessoas (entre combatentes e civis) haviam morrido, com o real número sendo difícil de verificar devido a realidade da situação. Em 12 de junho de 2023, o Sindicato dos Médicos do Sudão disse que pelo menos 959 civis foram mortos e 4 750 outros ficaram feridos. Em 6 de maio, Save the Children UK disse que pelo menos 190 crianças foram mortas no conflito. Os médicos no local alertaram que os números declarados não incluem todas as vítimas, pois as pessoas não puderam chegar aos hospitais devido a dificuldades de movimento. Um porta-voz do Crescente Vermelho Sudanês foi citado como tendo dito que o número de vítimas "não era pequeno". O número de refugiados internos e externos chegaram a quase dez milhões no final de 2024.

### Por localização
Vários relatórios sobre vítimas apareceram. Durante os confrontos em Al-Obeid e Cartum, pelo menos três civis foram mortos e dezenas ficaram feridos. Pelo menos vinte e cinco civis foram mortos e 26 feridos durante os confrontos no norte de Darfur, e outros três civis foram mortos por uma granada lançada por foguete, com uma mulher também ferida por uma bala. Uma declaração do Comitê de Médicos do Sudão disse que dois civis foram mortos no aeroporto de Cartum e outro homem foi morto a tiros no estado de Kordofan do Norte. Em Foro Baranga, no oeste de Darfur, dezenas foram mortos e centenas ficaram feridos. Em al-Fashir, três civis foram mortos e 27 feridos em confrontos que atingiram a cidade vizinha de Kabkabiya. Na cidade de Nyala, no sul de Darfur, 5 civis foram mortos durante os confrontos em curso.

## Evacuação de cidadãos estrangeiros
O surto de violência levou os governos estrangeiros a monitorar a situação no Sudão e a avançar para a evacuação e repatriação de seus cidadãos. Alguns países com um número significativo de expatriados no Sudão incluem o Egito, que tem mais de 10 000 cidadãos no país, e os Estados Unidos, que têm mais de 16 000 cidadãos, a maioria dos quais são cidadãos duplos. Os esforços de extração foram dificultados pelos combates dentro da capital, Khartoum, especialmente no aeroporto e seus arredores. Isso forçou evacuações a serem realizadas por estradas através de Port Sudan, no Mar Vermelho, que fica a cerca de 650 km (400 milhas) a nordeste de Khartoum. A partir de Port Sudan, as pessoas foram transportadas por via aérea ou marítima diretamente para seus países de origem ou para países terceiros. Outras evacuações foram realizadas através de cruzamentos terrestres de fronteira ou por transporte aéreo de missões diplomáticas e outros locais designados, com envolvimento direto dos militares de alguns países de origem. Alguns centros de trânsito usados durante a evacuação incluem o porto de Jeddah, na Arábia Saudita, e Djibouti, que abriga bases militares dos Estados Unidos, China, Japão, França e outros países europeus.

## Sanções

### Estados Unidos
As repetidas violações dos acordos de cessar-fogo e outras atrocidades durante o conflito levaram o Presidente dos Estados Unidos, Joe Biden, a emitir uma ordem executiva em 4 de maio de 2023 autorizando sanções para aqueles considerados responsáveis por desestabilizar o Sudão, minar a transição democrática e cometer abusos aos direitos humanos. Em 1º de junho, o governo dos Estados Unidos impôs suas primeiras sanções relacionadas ao conflito, direcionando duas empresas associadas às Forças Armadas do Sudão (SAF) e outras duas ligadas às Forças de Suporte Rápido (RSF). Também impôs restrições de visto contra indivíduos envolvidos na violência, mas não divulgou nenhum nome.

### Reino Unido
Em 12 de julho, o Reino Unido anunciou sanções a empresas ligadas às Forças Armadas do Sudão (SAF) e às Forças de Suporte Rápido (RSF) por fornecerem fundos e armas no conflito.

## Reações

### Interna
Em 18 de abril, o ex-primeiro-ministro Abdalla Hamdok fez um apelo público a al-Burhan e Hemedti para cessarem os combates.
No mesmo dia, el-Wasig el-Bereir, do Partido Nacional Umma, estava em comunicação com as Forças Armadas do Sudão (SAF) e as Forças de Suporte Rápido (RSF) para que parassem imediatamente os combates, enquanto el-Fateh Hussein dos comitês de resistência de Cartum pediu o fim imediato dos combates, afirmando que os comitês de resistência há muito tempo pediam que a SAF "voltasse aos quartéis" e que a RSF fosse dissolvida.
Os comitês de resistência sudaneses coordenaram redes de apoio médico, escreveram mensagens antiguerra em paredes e incentivaram as comunidades locais a não se alinharem com a RSF ou a SAF. Hamid Murtada, membro dos comitês de resistência, descreveu-os como tendo "um papel importante em conscientizar suas bases eleitorais e apoiar iniciativas que encerrem imediatamente a guerra".
Em 22 e 23 de abril, protestos contra o conflito foram realizados por moradores em Cartum Bahri, Arbaji e Damazin.
Em 25 de julho, após uma reunião no Cairo, quatro grupos políticos sudaneses, nomeadamente as Forças para a Liberdade e a Mudança, as Forças do Movimento Nacional, as Forças do Acordo Nacional e a Aliança das Forças Nacionais, pediram a Burhan que forme "um governo provisório" o mais rápido possível para governar o país durante a guerra e promover o diálogo.

### Internacional
Em 19 de abril, missões diplomáticas no Sudão, incluindo as de Canadá, França, Alemanha, Itália, Japão, Holanda, Noruega, Polônia, Coreia do Sul, Espanha, Suíça, Suécia, Reino Unido, Estados Unidos e União Europeia, emitiram uma declaração conjunta pedindo às partes em conflito que cumprissem suas obrigações sob o direito internacional, instando-as especificamente a "proteger civis, diplomatas e atores humanitários", evitar escaladas adicionais e iniciar conversações para "resolver questões pendentes".
Muitos países condenaram a violência e pediram às partes em conflito que cessem os combates e retomem a transição democrática, enquanto Egito, Sudão do Sul e Israel se ofereceram para mediar entre a SAF e a RSF. Vários dos vizinhos do Sudão, incluindo Chade, Egito e Sudão do Sul, fecharam suas fronteiras com o Sudão, enquanto a Eritreia afirmou que não estabeleceria campos de refugiados para aqueles que cruzam sua fronteira do Sudão.

Organizações internacionais também ecoaram as demandas pelo fim dos combates e a restauração do governo civil.